# 토탈 이클립스
《토탈 이클립스》(영어: Total Eclipse)는 영국, 프랑스의 영화이다. 아그니에슈카 홀란트가 감독하고, 크리스토퍼 햄프턴이 각본을 썼다. 이 영화는 1995년 11월 3일에 개봉되었다. 19세기 프랑스 시인인 아르튀르 랭보와 폴 베를렌 사이의 열정적이지만 폭력적인 관계에 대한 이야기이다. 아르튀르 랭보는 레오나르도 디카프리오가 폴 베를렌은 데이비드 슐리스가 연기하였다.

## 줄거리
파리에서 주목받던 시인 베를렌은 젊은 시인 랭보의 편지를 받고 그를 파리로 초청한다. 아내와의 결혼 생활에 권태를 느끼던 베를렌은 랭보의 문학적 재능과 아름다운 외모에 이끌려 그와 동성애 관계를 맺는다. 파리를 떠나 여기저기를 방랑하던 베를렌과 랭보는 경제적인 문제로 자주 다툰다. 어느 날 랭보가 베를렌을 도발하자 베를렌은 랭보의 손을 권총으로 쏜다.

## 출연

### 주연
- 레오나르도 디카프리오
- 데이빗 듈리스
- 로만느 보링거
- 도미니크 블랑

### 조연
- 펠리시 파소티 카바바에
- 니타 클레인
- 제임스 티에레
- 엠마뉴엘 옵포
- 데니즈 차렘
- 안제이 세베린
- 크리스토퍼 톰슨

## 기타
- 공동제작: 캣 빌리어스
- 미술: 댄 웨일